# Skiffergas

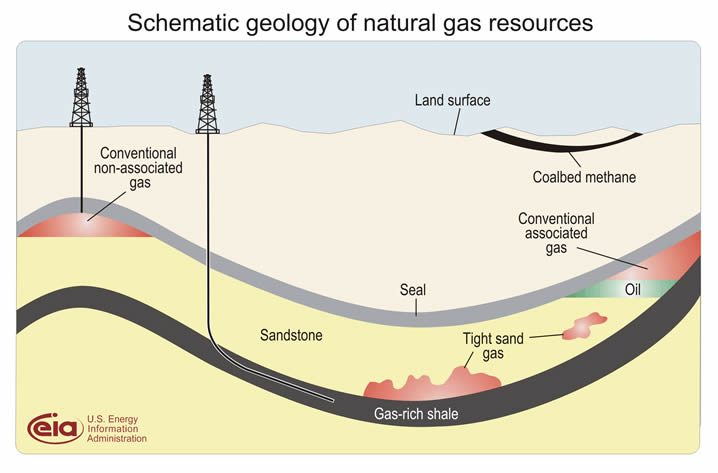
Illustration över utvinning av skiffergas jämfört med konventionella källor

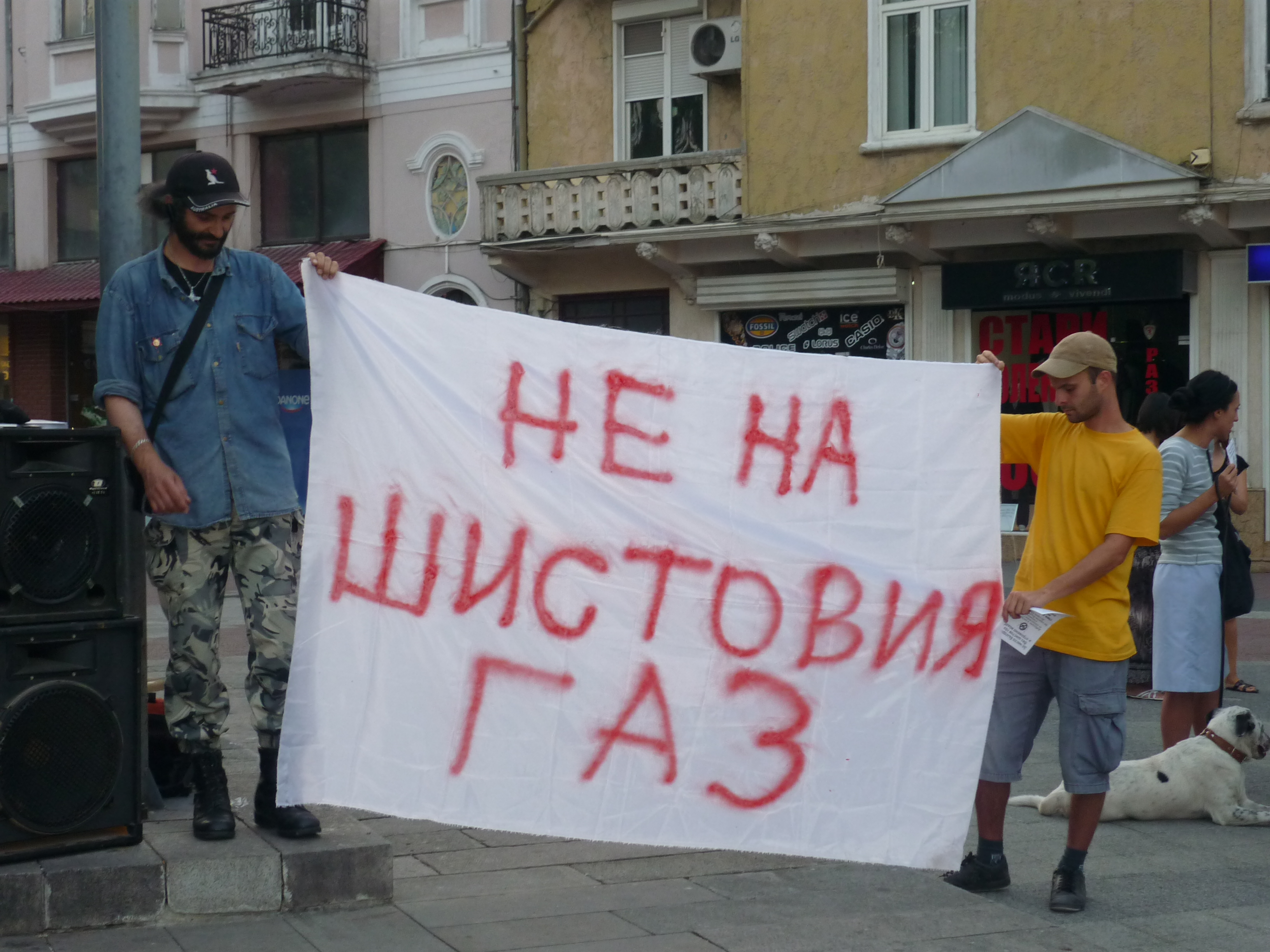
Protest mot skiffergas i Bulgarien ("No skiffergas") i september 2011 i Plovdiv.

Skiffergas är naturgas som är termiskt bunden till skifferberggrunden närmare 1 000 meter under markytan. För att utvinna gasen används frackning, hydraulisk spräckning, i gasskiffern. Genom att borra till rätt djup horisontellt i skifferlagret och pumpa ned vatten under högt tryck som spräcker skiffern, frigör den sitt innehåll av gas – till större delen metan. I spräckningsvätskan adderas kvartssand och en liten mängd kemikalier, omkring 1 %, för att behålla porerna öppna och minska friktionen. Vid utvinning av oljeskiffer, som kan brytas och förädlas genom pyrolys som i till exempel  Kvarntorp i Närke, används inte frackning.
Metoden är kontroversiell men används alltmer i bland annat USA och kritiseras av miljöorganisationer.
Naturgas kan transporteras i pipelines, men kan även kylas till minus 160 °C och transporteras som flytande naturgas (LNG) i tankar på båtar, tågvagnar och lastbilar.

## Svenska gasfyndigheter
Sveriges geologiska undersökning har gjort bedömningen att det inte finns några större volymer kolväten värda att utvinna i landet och att förutsättningar för gasutvinning med frackning inte finns, i en rapport om förekomst av skiffergas i Sverige år 2014.